# 金岡又左衛門 (初代)

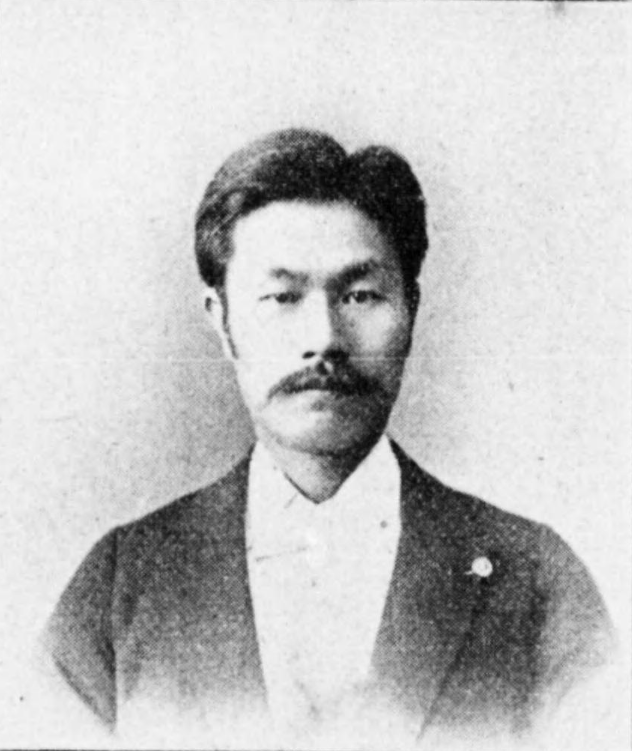
初代 金岡又左衛門

初代 金岡 又左衛門（かなおか またざえもん、1864年2月29日（元治元年1月22日）- 1929年（昭和4年）6月10日）は、日本の政治家、実業家。衆議院議員。幼名・米太郎。

## 経歴
越中国新川郡新庄新町村（富山県上新川郡新庄町を経て現富山市新庄町）で、薬種業・金剛寺屋又右衛門、たみ夫妻の長男として生まれる。1879年（明治12年）9月20日、16歳で父が死去して又左衛門に改名し家業を継いだ。1879年（明治12年）富山医学所に入学したが、1881年（明治14年）4月同校の廃校により退学を余儀なくされた。その後、林周平から3年ほど漢学を学んだ。
密田孝吉との出会いで電気事業に関心を持ち、1897年（明治30年）11月に富山電灯（のち日本海電気）を設立して社長に就任した。また伏木港周辺に工場誘致を行うなど地域振興に尽力した。その他、富山電気軌道取締役、第四十七銀行監査役、富山相互銀行（現富山第一銀行）、富山商工会議所会頭なども務めた。
政界では、1889年（明治22年）6月、新庄町会議員に当選。上新川郡徴兵参事員、上新川婦負両郡組合町村会議員、同常置委員、上新川郡全町村組合会議員、同郡常西用水町村組合会議員、富山県会議員、同議長、新庄町島村組合町村会議員などを務めた。
1894年（明治27年）9月、第4回衆議院議員総選挙に富山県第一区から出馬して当選し、その後、第6回、第7回、第9回総選挙でも当選して、衆議院議員に4期在任した。
人材の育成に関心を持ち、金岡家奨学金を設けて学生への育英事業を行った。また、1889年3月に日本赤十字社に加盟し、終身社員、富山支部商議員を務めた。その他、大日本武徳会地方委員、第6代富山県図書館協会長などを歴任した。

## 伝記
- 金岡又左衛門翁追悼会編『金岡又左衛門翁』山田徳次郎、1930年。

## 親族
- 養子 金岡又左衛門 (2代) - 金岡清彦（1884-1954）。初代の長女ムツの婿養子。貴族院多額納税者議員、商工会議所会頭、大政翼賛会富山県支部顧問、富山第一銀行（当時は中越無尽株式会社）初代社長[7][8]。金沢医学専門学校薬学科卒業[7]。
- 長女 金岡ムツ（2代又左衛門の妻）[9]
- 孫（養子）金岡又左衛門 (3代) - 金岡好造（1903-1981）。2代目の長女・敏子の婿養子。東京大学卒、富山薬学専門学校 (旧制) 教授を経て富山第一銀行（当時は富山相互銀行）2代目社長[8][7]。
- 曾孫　金岡祐一（3代目長男）、金岡純二（3代目次男）、金岡幸二（娘婿）